# Nicanit
Nicanit (hebrejsky:  נצנית) měla být obec v Izraeli, v Jižním distriktu, jejíž výstavba se zvažovala počátkem 21. století. 

## Plány na zřízení obce Nicanit
Měla být umístěna v písčinách Cholot Chaluca, na severozápadním okraji Negevské pouště nedaleko existující vesnice Nicana,  jako součást plánu na osidlování písčité pouštní oblasti, na kterém se podílel Židovský národní fond. Projekt osídlení této pouštní krajiny v červenci 2001 schválila vláda Ariela Šarona. Počítalo se se zřízením pěti nových vesnic včetně města Nicanit. Mělo jít o řetězec osad sledujících egyptsko-izraelskou hranici. Později byly plány konkretizovány a obyvateli Nicanitu měli být Židé, kteří byli v roce 2005 v důsledku realizace plánu jednostranného stažení, vystěhováni z pásma Gazy a od té doby usilovali o zřízení nových vesnic. 

## Odložení projektu výstavby Nicanitu
V lokalitě Cholot Chaluca po roce 2005 skutečně vzniklo několik nových osad. Jde o vesnice Nave a Bnej Necarim. V přípravné fázi se k roku 2010 uváděla vesnice Šlomit.
V prosinci 2010 byl ale projekt vzniku Nicanitu zamítnut, respektive odložen, na zasedání výboru izraelského Jižního distriktu. Proti záměru totiž vznesly námitky ekologické organizace a také část obyvatel regionu. Podle výboru představoval projekt Nicanitu nikoliv pouhé rozšíření stávající sídelní sítě ale vznik zcela nové obce se všemi souvisejícími otázkami. Rozhodl proto, že takto významný krok vyžaduje důkladnější posouzení, včetně případného výběru několika alternativních lokalit pro umístění nové osady. Ministerstvo životního prostředí Izraele bylo pověřeno tímto úkolem. Odborníci při posuzování návrhu na umístění Nicanitu raději doporučovali posílit stávající vesnice v prostoru Nicany.